# Gabriel Barranco

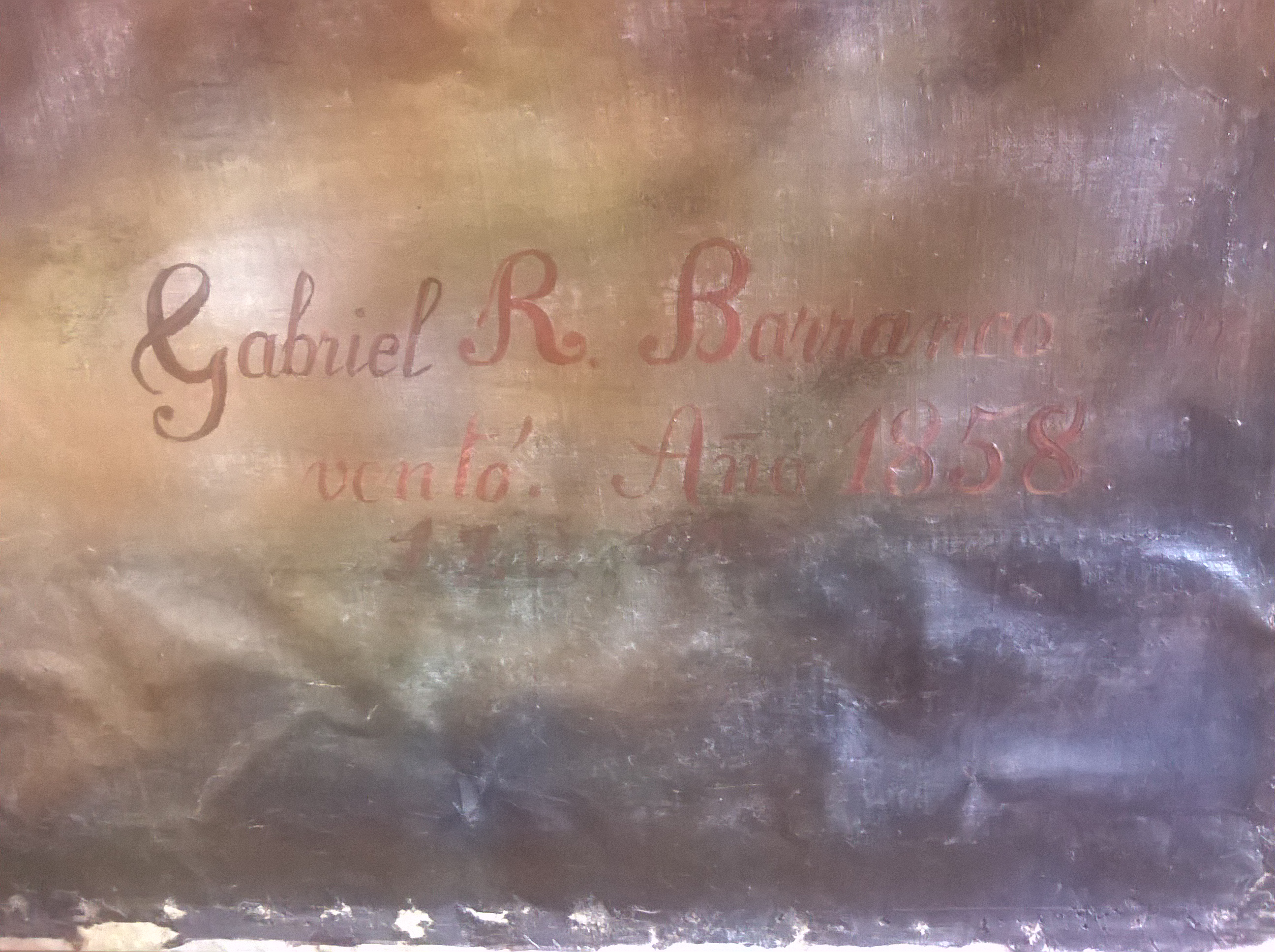
Firma original de Gabriel Barranco en 1858

Gabriel Barranco (Orizaba, Veracruz 1796 - 1886) fue un destacado pintor autodidacta con temas principalmente religiosos.

## Ejército realista
El maestro Gabriel Barranco nació en la ciudad de Orizaba en 1796 durante los últimos años de la época colonial. Debido a que Orizaba fue una de las ciudades más fieles al virreinato durante la Guerra de independencia, los ciudadanos orizabeños se incorporaron al ejército realista teniendo que incorporarse a este de 1810 a 1812. 

## Pintor autodidacta
A partir de 1813 pudo salir del ejército e inició a convertirse en un pintor autodidacta copiando obras de otros artistas como Rubens. Su obra siempre estuvo centrada en motivos religiosos por lo que varias de sus obras de caballete fueron incorporadas al acervo de las iglesias de la ciudad de Orizaba como la Iglesia del Calvario y la entonces Parroquia de San Miguel (hoy en día Catedral).

## Ofrecimiento de Maximiliano
En 1864 durante la entrada triunfal del emperador Maximiliano a la conservadora ciudad, el soberano quedó impresionado por la obra del maestro Barranco y sobre todo por su carácter original y autodidacta por lo que le ofreció a Barranco el puesto de pintor de la corte a fin de que realizara retratos suyos y de la emperatriz pero el maestro se negó por considerarse indigno de tal honor y se quedó decorando las iglesias de su ciudad natal hasta el resto de sus días en donde murió en 1886. 

## Legado
Barranco fue mentor de otros artistas locales siendo el más destacado José Justo Montiel quien lo retrató en 1844.